# Hydra sinensis
Hydra sinensis is een hydroïdpoliep uit de familie Hydridae. De poliep komt uit het geslacht Hydra. Hydra sinensis werd in 2009 voor het eerst wetenschappelijk beschreven door Wang, Deng, Lai & Li. 